# Richard Musgrave, III baronetto di Tourin
Richard Musgrave, 3º Baronetto di Tourin (6 gennaio 1790 – 7 luglio 1859) è stato un politico irlandese.

## Biografia
Richard Musgrave divenuto baronetto di Tourin nel 1826, fu un membro del Parlamento britannico eletto nel Collegio della Contea di Waterford una prima volta alle elezioni generali nel Regno Unito del 1831 dal 1831 al 1832 per il Whig e, dopo un intervallo, nuovamente alle elezioni generali nel Regno Unito del 1835 dal 1835 al 1837 per la Repeal Association.
Si sposò con Frances Newcome, figlia di William Newcome, Primate di Irlanda.